# سرم (ایمنی‌زایی)
سرم (به انگلیسی: serum) دارای پادتن‌هایی است که به بدن تزریق می‌شود و ایجاد ایمنی غیرفعال کوتاه مدت می‌نماید مانند سرم هپاتیت.
این ترکیب (که در واقع آنتی سرم است) به ویژه در گذشته از تزریق اولیه آنتی‌ژن به یک جاندار (انسان یا مثلاً اسب) و پس از چند روز جداسازی سرم خون جاندار که دارای پادتن علیه آنتی‌ژن موردنظر است به دست می‌آمد. سرم دارای پادتن به عنوان درمان کمکی به افراد غیر ایمن در معرض ابتلا به بیماری تزریق می‌شد. این نوع ایمنی موقت است و آنتی‌بادی‌های سرم پلی کلونال هستند.